# Etjo
Der Etjo, meist aber Mount Etjo, ist ein prominenter Tafelberg in Namibia, rund 70 km südlich von Otjiwarongo und 35 km östlich von Kalkfeld. Die Gipfelplateau des Etjo erreicht an der höchsten Stelle eine Höhe von 2086 m, der Berg überragt das Umland um rund 500 Meter. Die zehn Kilometer lange Kammlinie wird durch eine kleine Niederung unterbrochen, welche den Gipfel in zwei ungleiche Plateaus von rund 5 km² und 3,5 km² teilt.
Der Etjo ist für die Hereros der Berg (gemäß dem Motto: Menschen fühlen sich am Berg „dem Himmel näher“) mit dem meisten Mythos und besitzt neben dem Brandbergmassiv einen besonderen Stellenwert in Namibia: Etjo bedeutet auf Otjiherero: „Schutz“. Die Gipfelebene war im späten 19. Jahrhundert eine  Refuge und Heiligtum bei Auseinandersetzungen mit deutschen Kolonialisten.
So traf sich am 8. und 9. April 1989 auf dem Etjo ein Gemeinsamer Ausschuss der Vereinten Nationen zu einer außerordentlichen Sitzung, um die Bestimmungen der Unabhängigkeit Namibias zu bestätigen. Der Ausschuss bestand aus Delegationen aus Angola, Kuba, den Vereinigten Staaten und der Sowjetunion. Der Etjo liegt heute im Okonjati-Wildschutzgebiet.
Nördlich des Etjo liegt der geologisch verwandte Klein-Etjo; ebenso ein Tafelberg, jedoch mit einer über 300 Meter geringeren Plateauhöhe. Rund 20 km westlich liegen die zwei Omatakoberge.